# Guarayos (província)
Guarayos é uma província do departamento de Santa Cruz, na Bolívia. Sua capital é a cidade de Ascención de Guarayos.

## Topônimo
O nome da província é uma referência à tribo guarani dos guaraios, que habita até hoje a região.